# Паперник, Максим Юрьевич
Макси́м Ю́рьевич Па́перник (17 апреля 1969, Киев, Украинская ССР , — 19 февраля 2017, Киев, Украина) — украинский кинорежиссёр, продюсер и клипмейкер, сценарист.

## Биография
Окончил музыкальную школу по классу фортепиано, окончил кинематографический факультет Киевского университета театра и кино им. И. Карпенко-Карого, позднее там же окончил и театральный факультет.  Учился в мастерской Вадима Львовича Чубасова. В юности писал стихи и рисовал.
Позже работал в Национальной телекомпании Украины. Стал известным клипмейкером, — с 1997 года Паперник работал с самыми известными украинскими исполнителями.
C 2003 года по 2017 год создавал как телевизионные, так и игровые фильмы, а также несколько мюзиклов. В 2009 году снял скандальный телесериал «Неприкосновенные», который не был показан на телевидении по цензурным соображениям. В том же году поставил музыкально-развлекательное шоу «Народная звезда».
Скончался вследствие онкологического заболевания.
Похоронен в семейном склепе на Лукьяновском кладбище в городе Киеве.

## Фильмография

### Режиссёр
- 2003 — «Снежная королева»
- 2003 — «За двумя зайцами»
- 2005 — «Двенадцать стульев»
- 2005 — «Кушать подано!»
- 2006 — «Странное Рождество»
- 2007 — «Не торопи любовь»
- 2007 — «Звёзды в армии»
- 2008 — «Не родись красивым…»
- 2010 — «Неприкосновенные»
- 2013 — «Копы из Перетопа»
- 2014 — «Алиса в Стране чудес»
- 2014 — «Коньки для чемпионки»
- 2016 — «Подкидыши»

### Продюсер
- 2007 — «Звёзды в армии»
- 2014 — «Алиса в Стране чудес»

### Сценарист
- 2003 — «Снежная королева»
- 2004 — «Двенадцать стульев»
- 2006 — «Странное рождество»
- 2007 — «Не торопи любовь»
- 2007 — «Звёзды в армии»
- 2008 — «Не родись красивым…»
- 2010 — «Неприкосновенные»
- 2013 — «Копы из Перетопа»
- 2014 — «Коньки для чемпионки»
- 2014 — «Алиса в Стране чудес»

## Призы и награды
- Диплом за лучшую режиссуру «Бархатный сезон», 1996;
- Приз «За лучший короткометражный фильм» на фестивале «Открытая ночь», 1997;
- Приз Всеукраинского конкурса музыкального видео — лучшему режиссёру клипа, 1998.
- Премия «Телетриумф» «За лучший фильм», 2003.
- Премия «Showbiz awards» «За вклад в развитие отечественного шоу-бизнеса», 2007.